# Killeshin
Killeshin (irisch Cill Uisean, „Kirche des [Tals des Flusses] Uise“) ist ein kleines Dorf im County Laois in Irland mit einem Blick auf das Tal des Barrow Flusses. Es liegt 5 km von der Stadt Carlow entfernt an der Regionalstraße R430.

## Geschichte und Sehenswürdigkeiten
Ein erstes frühchristliches Kloster wurde hier vermutlich gegen Ende des 5. Jahrhunderts gegründet. Es wurde Ende des 11. Jahrhunderts zerstört.
Im 12. Jahrhundert wurde eine Kirche erbaut, von der heute noch Teile erhalten sind. Der Eingang besteht aus einem der besterhaltenen Torbögen im Irisch-Romanischen Baustil. Im Jahre 1703 wurde ein zur Kirchenanlage gehörender 32 m hoher Rundturm abgerissen, weil der Landbesitzer fürchtete, dass er umfallen und auf seine Rinder fallen könne.
Auf der gegenüberliegenden Straßenseite befindet sich eine von den Normannen im 12. oder 13. Jahrhundert erbaute 8 m hohe Motte.